# Gornje Gnojnice (Chorwacja)
Gornje Gnojnice – wieś w Chorwacji, w żupanii karlowackiej, w gminie Cetingrad. W 2011 roku liczyła 28 mieszkańców.